# جيمس بيكار
جيمس بيكار هو رسام كندي، ولد في 25 يناير 1964 في بيرلينجتون في كندا.